# Hyptis spicigera
Hyptis spicigera är en kransblommig växtart som beskrevs av Jean-Baptiste de Lamarck. Hyptis spicigera ingår i släktet Hyptis och familjen kransblommiga växter. Inga underarter finns listade i Catalogue of Life.